# Friedrich Bouterwek

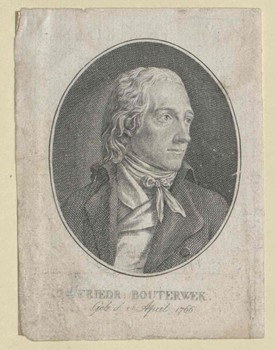
Friedrich Ludewig Bouterwek.

Friedrich Ludewig Bouterwek (Oker, cerca de Goslar, 15 de abril de 1766-Gotinga, 9 de agosto de 1828) fue un filósofo y crítico literario alemán.

## Biografía
Estudió leyes en Gotinga; discípulo de Kant, asimiló su método filosófico, y después experimentó el influjo de Friedrich Heinrich Jacobi. Publicó Aphorismen nach Kants Lehre vorgelegt (1793); fue profesor de filosofía en Gotinga desde 1797 y allí permaneció hasta su muerte. 
Sus obras filosóficas principales son: Idee einer allgemeinen Apodiktik (Göttingen y Halle, 1799); Aesthetik (Leipzig, 1806; Göttingen, 1815 y 1824); Lehrbuch der philosophischen Vorkenntnisse (Göttingen, 1810 y 1820); Lehrbuch der philososophischen Wissenschaften (Göttingen, 1813 y 1820). 
Como historiador de la literatura escribió su Geschichte der Poesie und Beredsamkeit seit dem Ende des Dreizehnten Jahrhunderts (Göttingen, 12 vols., 1801-1819), cuyo tercer volumen es una Geschichte der spanischen Poesie und Beredsamkeit, es decir, una Historia de la literatura española (1804), publicada separadamente en francés, español e inglés; esta obra, y una traducción de El juez de los divorcios de Cervantes, le ha otorgado un puesto entre los hispanistas. También escribió tres novelas: Graf Donamar (Göttingen, 1791), Paulus Septimus (Halle, 1795)  y Ramiro (Leipzig, 1804), y publicó una colección de poemas (Göttingen, 1802).

## Obras
- Ästhetik (1806)
- Geschichte der Poesie und Beredsamkeit seit dem Ende des 13. Jahrhundert (1.1801 - 12.1819)
- Graf Donamar (1791-1793)
- Ideen zu einer allgemeinen Apodiktik (1799)